# 樋口達夫
樋口 達夫（ひぐち たつお、1950年6月14日 - ）は日本の実業家。大塚ホールディングス代表取締役社長兼CEO、大塚製薬代表取締役会長、日本製薬団体連合会副会長。

## 人物・経歴
東京都出身。1975年 北海道大学水産学部食品学科卒業。1977年 北海道大学大学院修了、大塚製薬入社。2000年から同社代表取締役社長。2008年に発足した大塚ホールディングスの初代代表取締役社長に就任。多角化を進めた。2018年 日本製薬団体連合会副会長、東京医薬品工業協会会長。2020年 大塚製薬代表取締役会長。国立大学法人北海道大学経営協議会委員なども歴任。